# 2016 en photographie
| Années de la photographie : 2013 - 2014 - 2015 - 2016 - 2017 - 2018 - 2019    |
| Décennies de la photographie : 1980 - 1990 - 2000 - 2010 - 2020 - 2030 - 2040 |

Cet article présente les faits marquants de l'année 2016 en photographie.

## Événements
- Jean Gaumy est élu à l'Académie des beaux-arts de l'Institut de France dans la section Photographie[1].

## Festivals et congrès photographiques
- Festival de l'oiseau et de la nature du 9 au 17 avril
- 114e congrès de la Fédération photographique de France à Aubagne du 5 au 7 mai
- 2e édition de la foire Photo London, Somerset House, Londres, du 19 au 22 mai 2016
- 47e Rencontres d'Arles du 4 juillet au 25 septembre
- Visa pour l'image à Perpignan du 27 août au 11 septembre
- 14e édition du Festival Photo La Gacilly du 4 juin au 30 septembre
- 33e congrès de la Fédération internationale de l'art photographique à Séoul et Gyeongju (Corée du Sud) du 22 au 28 août
- 78e congrès de la Photographic Society of America à San Antonio du 10 au 17 septembre
- 5e édition du Festival Images Vevey • Biennale des arts visuels, autour de la thématique de l'« Immersion », Vevey, Suisse, du 10 au 2 octobre 2016 [2], [3]
- Photokina, du 20 au 25 septembre
- Paris Photo du 10 au 13 novembre
- Salon de la photo de Paris du 10 au 14 novembre
- Festival international de la photo animalière et de nature à Montier-en-Der du 17 au 20 novembre

## Prix et récompenses
- World Press Photo de l'année à Warren Richardson
- Prix Niépce, à Laurence Leblanc
- Prix Nadar à Patrick Zachmann, pour So Long, China
- Prix Marc Ladreit de Lacharrière – Académie des beaux-arts à Bruno Fert [4] pour son projet Intimités temporaires, consacré aux intérieurs des abris aménagés par les populations migrantes.
- Prix HSBC pour la photographie à Christian Vium et Marta Zgierska[5]
- Prix Bayeux-Calvados des correspondants de guerre à Yannis Behrakis
- Prix Carmignac du photojournalisme à Lizzie Sadin pour son projet sur l’esclavage des femmes et des filles au Népal[6].
- Prix Pierre et Alexandra Boulat : Ferhat Bouda (Agence VU) « Les Berbères » Un travail de longue haleine en noir et blanc sur le peuple Berbère.
- Prix Roger-Pic à Pierre Faure, pour sa série intitulée Les Gisants.
- Prix Lucas Dolega : Hashem Shakeri
- Prix Canon de la femme photojournaliste à Darcy Padilla/VU
- Prix Picto à Laurent Henrion
- Prix Tremplin Photo de l'EMI à ?
- Prix Voies Off à Daesung Lee
- Prix Révélation SAIF : Thibault Jouvent (France) pour son projet A point of view

- Prix Erich-Salomon à Rolf Nobel
- Prix culturel de la Société allemande de photographie à Lothar Schirmer
- Prix Oskar-Barnack à Scarlett Coten, ( France)
- Leica Newcomer Award : Clémentine Schneidermann ( France), pour sa série L'insupportable, la tristesse et le repos
- Prix Leica Hall of Fame à Ara Güler
- Prix Hansel-Mieth à ?
- Zeiss Photography Award à Tamina-Florentine Zuch ( Allemagne), pour une série Voyage en train en Inde [7]

- Prix national de portrait photographique Fernand Dumeunier à ?

- Prix Paul-Émile-Borduas à ?
- Prix du duc et de la duchesse d'York à Chih-Chien Wang

- Prix national de la photographie (Espagne) à ?

- Prix Ansel-Adams à Nick Brandt
- Prix W. Eugene Smith à Justyna Mielnikiewicz
- Prix Pulitzer
  - Catégorie « Feature Photography » à ?
  - Catégorie « Breaking News » ex aequo à Mauricio Lima, Sergey Ponomarev, Tyler Hicks et Daniel Etter du The New York Times « pour des photographies mettant en évidence la détermination des réfugiés, les périls de leurs voyages et les difficultés rencontrées lors de leur arrivée dans les pays hôtes » et au staff des photographes de l'agence Reuters « pour des photographies saisissantes, qui suivent les réfugiés migrants pendant des centaines de kilomètres à travers des frontières incertaines vers des destinations inconnues [8]. »
- Prix Inge Morath à Daniella Zalcman (États-Unis), pour Signs of Your Identity
- Prix Arnold-Newman pour les nouvelles orientations du portrait photographique à Sian Davey
- Infinity Awards
  - Prix pour l'œuvre d'une vie à David Bailey
  - Prix Cornell-Capa à ?
  - Prix de la publication Infinity Award à Matthew Connors
  - Infinity Award du photojournalisme à Zanele Muholi
  - Infinity Award for Art à Walid Raad
  - Prix de la photographie appliquée à ?
- Lucie Awards
  - Lucie Award pour l'œuvre d'une vie à Tsuneko Sasamoto
  - Lucie Award Fine Art à Anthony Hernandez
  - Lucie Award du photojournalisme à Don McCullin
  - Lucie Award de la photographie documentaire non décerné
  - Lucie Award de la photographie humanitaire non décerné
  - Lucie Award du portrait à Rosalind Fox Solomon
  - Lucie Award de la photographie de sport à Simon Bruty
  - Lucie Award de la photographie d'architecture non décerné
  - Lucie Award de la photographie de mode non décerné
  - Lucie Award de la photographie de publicité non décerné
  - Lucie Award de la femme photographe non décerné
  - Lucie Award visionnaire à Nathan Lyons
  - Spotlight Award au Musée de l'Élysée (Lausanne)
  - Lucie Award spécial à Graham Nash

- Prix Higashikawa

- - Photographe japonais à Taiši Hirokawa
  - Photographe étranger à Oscar Muñoz
  - Photographe espoir à Jóko Ikeda
  - Prix spécial à Michael Kenna
  - Prix Hidano Kazuemon : Jošimi Ikemoto

- Prix Ihei Kimura à ?
- Prix Ken Domon à Michio Yamauchi

- Centenary Medal de la Royal Photographic Society à Thomas Struth

- Prix international de la Fondation Hasselblad à Stan Douglas
- Prix suédois du livre photographique à Martina Hoogland Ivanow pour Satellite + Circular Wait + Second Nature

- Prix Haftmann à Heimo Zobernig
- Prix Pictet non décerné
- Grand prix de photographie de la Fondation vaudoise pour la culture : Christian Coigny

## Grandes expositions
- 14 septembre - 22 janvier 2017 : Helmut Newton. Fotografie. White Women / Sleepless Nights / Big Nudes, Palais Ducal, Gênes[9].
- 19 octobre - 8 janvier 2017 : Louise Dahl-Wolfe. L’élégance en continu, Pavillon populaire, Montpellier.
- 29 octobre - 27 novembre 2016 : Marc Riboud, Cuba 1963, Fondation Brownstone, Paris[10].
- 9 décembre - 19 février 2017 : Werkstatt für Photographie (de) 1976-1986, Musée Folkwang, Essen
- 15 décembre - 5 février 2017 : William Klein. 5 villes, Le Botanique, Bruxelles.
- Duane Michals. The Narrative Photograph, Galerie Jackson Fine Art, Atlanta[11].
- Marc Riboud. Cuba 1963, Fondation Brownstone, Paris[12].
- Urban Layers - New Paths in Photography, organisée par six partenaires méditerranéens sous la direction du département Histoire, Société et Études humaines de l'université du Salente (Lecce, Italie), présentée notamment au Musée de la photographie, Thessalonique, Grèce.

## Livres de photographies
- Edward Burtynsky, Essential Elements, texte de William A. Ewing, Thames & Hudson •  (ISBN 978-0-50054-461-7) (édition française, Éléments essentiels, Éditions Xavier Barral •  (ISBN 978-2-36511-104-1))
- Rip Hopkins, Belgian Blue Blood, textes d'Olivier de Trazegnies et Pauline de La Boulaye, Trézélan, Éditions Filigranes, 237 p. •  (ISBN 978-2-35046-381-0)[13].
- Libuše Jarcovjáková, Černé Roky: 1971–1987 [Les années noires: 1971–1987], Prague, Nakladatelství Wo-men, 2016 •  (ISBN 9788090523968)[14].
- Marc Riboud, Cuba, Éditions de la Martinière (août 2016) •  (ISBN 978-2-73247-249-2).
- Sebastião Salgado, Kuwait. A Desert on Fire, textes de Lélia Wanick Salgado, 208 p., Taschen •  (ISBN 978-3-83656-125-9).
- Patrick Zachmann, So Long, China, Éditions Xavier Barral •  (ISBN 978-2-36511-093-8) (Prix Nadar).

## Décès en 2016
- 26 janvier : Jerzy Tomaszewski, 92 ans, photographe et journaliste polonais actif lors de la Seconde Guerre mondiale. (° 20 janvier 1924).
- 7 mars : Gary Braasch, 72 ans, photographe américain, spécialisé dans la photographie de paysage. (° 1944).
- 17 mars : Jun Shiraoka, 72 ans, photographe japonais. (° 1944).
- 15 mars : Pierre Mercier, 85 ans, photographe, vidéaste et sculpteur français. (° 10 octobre 1946).
- 1er avril : André Villers, 85 ans, photographe et artiste plasticien français. (° 10 octobre 1930).
- 18 avril : Fulvio Roiter, 89 ans, photographe italien. (° 1er novembre 1926).
- 25 juin : Bill Cunningham (William J. Cunningham), 87 ans, photographe de mode américain pour le quotidien The New York Times. (° 13 mars 1929).
- 29 juin : Fan Ho, 84 ans, photographe et cinéaste chinois (° 8 octobre 1931)[15].
- 28 juillet : Serge Chirol, 74 ans, photographe français. (° 22 août 1941).
- 31 juillet : Jean-Claude Wicky, 70 ans, photographe suisse (° 28 janvier 1946).
- 30 août : Marc Riboud, 93 ans, photographe français. (° 24 juin 1923).
- 1er septembre : Emilio Prini, 73 ans, peintre, dessinateur et photographe italien, représentant de l'Arte Povera. (° 1943).
- 12 septembre : Francesc Jarque, 75 ans, photographe espagnol (° 30 novembre 2016.
- 13 septembre : Gérard Rondeau, 63 ans, photographe français (° 10 avril 1953).
- 13 octobre : Louis Stettner, 93 ans, photographe américain (° 7 novembre 1922).
- 15 octobre : Haruo Tomiyama, photographe japonais, né le 25 février 1935.
- 20 octobre : Damien Hustinx, 62 ans, photographe plasticien belge. (° 24 mars 1954).
- 31 octobre : Hubert Lacoudre, 79 ans, photographe français. (° 26 juillet 1937).
- 17 novembre : Ruth Gruber, 105 ans, photographe américaine (° 30 septembre 1911).
- 25 novembre : David Hamilton, 83 ans, photographe et réalisateur britannique (° 15 avril 1933).
- 23 décembre : Georges Tourdjman, 81 ans, photographe français. (° 12 septembre 1935).

et aussi
- Abbas Kiarostami
- Adelina Dematti de Alaye
- Alain Laframboise
- Bernard Dufour
- Billy Name
- Carla Cerati
- Film News Anandan
- George Barris
- Haruo Tomiyama
- Heinz-Walter Friedriszik
- Henri Maccheroni
- Howard Bingham
- Jean Mainbourg
- Kōjō Tanaka
- Leila Alaoui
- Malick Sidibé
- Nicolas Tikhomiroff
- Oliver Rath
- Oumar Ly
- Paco Cano
- Peter Jackson
- Peter Marlow
- Philip Townsend
- Raoul Coutard
- Ruth Mountaingrove
- Vadim Gippenreiter
- William Christenberry

## Célébrations
Centenaire de naissance
- Werner Bischof
- David Douglas Duncan
- Peter Keetman
- Marcel Lefrancq
- David E. Scherman
- George Silk

Centenaire de décès
- Vittorio Calcina
- Jane Dieulafoy
- Eugène Druet
- Thomas Eakins
- Dimitri Ermakov
- Jakub Husník
- Hermann Krone
- Antoine Léchères
- Philipp Wilhelm von Schoeller
- Jan Umlauf
- Adam Clark Vroman
- Carleton Watkins

Bicentenaire de naissance
- Jean Andrieu
- Mary Dillwyn
- Franck
- Luis García Hevia
- Alfred A. Hart (en)
- Levi Hill
- Andreas Fedor Jagor
- Carlo Naya
- Pierre Émile Pécarrère
- Charles Reutlinger
- Jules Richard
- Charles Soulier
- Lipót Strelisky
- Carl Zeiss